# Tatum (Texas)
Tatum ist eine Stadt im Osten von Texas (USA). Das U.S. Census Bureau hat bei der Volkszählung 2020 eine Einwohnerzahl von 1.342 ermittelt.
Der Ort ist nach Albert and Mary C. Tatum benannt, die sich in den 1840er Jahren in der Gegend niederließen und 1848 eine Plantage mit einem großen Herrenhaus errichteten. Die Ortschaft entwickelte sich ab 1885, als die Santa-Fe-Eisenbahnlinie in die Gegend kam. 1886 wurde eine Postamt eingerichtet, etwa 10 Jahre später wurde 10 km nordwestlich von Tatum mit der Old Miller School eine Schule eröffnet. 1903 bekam der Ort eine Bank und 1904 besaß er 125 Einwohner. Noch im gleichen Jahr wurde Tatum von einem Tornado zerstört und im folgenden Jahr wurde der Nordteil des Ortes von einem Feuer verwüstet. Tatum erholte sich jedoch und wuchs bis 1925 auf 428 Einwohner an. Die Bevölkerung erreichte ihren Höhepunkt 1988 mit 1.531 Einwohnern, bei der letzten offiziellen Volkszählung 2010 betrug die die Einwohnerzahl 1.175.

## Söhne und Töchter der Stadt
- Larry Centers, Football-Spieler
- Travian Smith, Football-Spieler
- Bob Allen, Football-Spieler